# Gimnastyka na Letnich Igrzyskach Olimpijskich 1948
Wyniki zawodów gimnastycznych, które odbyły się podczas LIO 1948. 

## Medaliści

### Mężczyźni
| Konkurencja            | | | |
| ---------------------- | --- | --- | --- |
| Wielobój indywidualnie | Veikko Huhtanen | Walter Lehmann | Paavo Aaltonen |
| Wielobój drużynowo     | Finlandia · Paavo Aaltonen · Veikko Huhtanen · Kalevi Laitinen · Olavi Rove · Aleksanteri Saarvala · Sulo Salmi · Heikki Savolainen · Einari Teräsvirta | Szwajcaria · Karl Frei · Christian Kipfer · Walter Lehmann · Robert Lucy · Michael Reusch · Josef Stalder · Emil Studer · Melchior Thalmann | Węgry · László Baranyai · József Fekete · Győző Mogyorossy · János Mogyorósi-Klencs · Ferenc Pataki · Lajos Sántha · Lajos Tóth · Ferenc Várkői |
| Ćwiczenia wolne        | Ferenc Pataki | János Mogyorósi-Klencs | Zdeněk Růžička |
| Skok przez konia       | Paavo Aaltonen | Olavi Rove | János Mogyorósi-Klencs Ferenc Pataki Leo Sotorník                                                                                               |
| Poręcze                | Michael Reusch | Veikko Huhtanen | Christian Kipfer Josef Stalder |
| Drążek                 | Josef Stalder | Walter Lehmann | Veikko Huhtanen |
| Kółka                  | Karl Frei | Michael Reusch | Zdeněk Růžička |
| Koń z łękami           | Veikko Huhtanen Heikki Savolainen Paavo Aaltonen | - | - |

### Kobiety
| Konkurencja        | | | |
| ------------------ | --- | --- | --- |
| Wielobój drużynowo | Czechosłowacja · Zdeňka Honsová · Marie Kovářová · Miloslava Misáková · Milena Müllerová · Věra Růžičková · Olga Šilhánová · Božena Srncová · Zdeňka Veřmiřovská | Węgry · Erzsébet Balázs · Anna Fehér · Erzsébet Gulyás-Köteles · Irén Kárpáti-Karcsics · Mária Kövi · Margit Nagy-Sándor · Olga Tass · Edit Vásárhelyi-Weckinger | Stany Zjednoczone · Ladislava Bakanic · Marian Barone · Consetta Carruccio-Lenz · Dorothy Dalton · Meta Elste-Neumann · Helen Schifano · Clara Schroth-Lomady · Anita Simonis |

## Klasyfikacja medalowa
| Klasyfikacja medalowa | Klasyfikacja medalowa | Klasyfikacja medalowa | Klasyfikacja medalowa | Klasyfikacja medalowa | Klasyfikacja medalowa |
| --------------------- | --------------------- | --------------------- | --------------------- | --------------------- | --------------------- |
| Miejsce               | Reprezentacja         | Złoto                 | Srebro                | Brąz                  | Razem                 |
| 1.                    | Finlandia             | 6                     | 2                     | 2                     | 10                    |
| 2.                    | Szwajcaria            | 3                     | 4                     | 2                     | 9                     |
| 3.                    | Węgry                 | 1                     | 2                     | 3                     | 6                     |
| 4.                    | Czechosłowacja        | 1                     | 0                     | 3                     | 4                     |
| 5.                    | Stany Zjednoczone     | 0                     | 0                     | 1                     | 1                     |